# Train Sim World
Train Sim World — серия компьютерных игр в жанре симулятора поезда, разработанная британской компанией Dovetail Games. Выход первой части серии состоялся 24 июля 2018 года на платформах Windows, PlayStation 4 и Xbox One. Игра использует игровой движок Unreal Engine 4 и собственную технологию реализации динамики подвижного состава.

## Геймплей
Отличительными особенностями Train Sim World среди других железнодорожных симуляторов являются:
- Возможность перемещаться за пределами кабины поезда с видом от первого лица: осматривать состав, выполнять заправку и погрузку, ходить по станциям и вдоль путей;
- Проработанные элементы управления — в кабинах и даже вагонах работает большинство имеющихся кнопок;
- Игра не имеет полностью свободного режима, но в ней есть режим «Расписание», в котором игрок выбрать время года и погодные условия, и управлять любым поездом, уже имеющимся на карте, ходить пешком или перемещаться в роли пассажира по маршрутам, работающим по 24-часовому расписанию;
- Игра не имеет общедоступного редактора и SDK (на январь 2020 года), что лишает энтузиастов возможности создавать собственные дополнения, и делает разработчика игры монополистом в этой сфере (тем не менее, энтузиастам удалось исправить ресурсы игры, получив возможность перекрашивать поезда и объекты, а также подменять в поездах локомотивы и вагоны). Создание дополнений доступно только партнёрам DTG, среди которых, на март 2021 года, лишь 3 разработчика: Rivet Games, TrainSimGermany и Skyhook Games.

## Разработка

### Бета-тестирование
Перед релизом прошло бета-тестирование симулятора в Steam, поучаствовать в котором можно было, приобретя перед этим специальное издание другой игры студии Dovetail Games: Train Simulator Pioneers Edition. Тестирование началось 8 декабря 2016 года и длилось 14 дней, вместо изначально планировавшихся 12-ти, из-за обилия критических багов. Разработчики исправили эти ошибки и решили продлить сроки тестирования на 2 дня.
В бета-версии продукта были представлены локомотив SD40-2, угольный полувагон BethGon II, 53-футовый контейнер для автомобилей Husky Stack, 2 небольших участка маршрута Sand Patch Grade: Cumberland Yard и Sand Patch Summit, режим езды по расписанию, названный «Поезда», 3 обучающих задания и 2 миссии. Тестирование было окончено 21 декабря 2016 года.

### Train Sim World
Через некоторое время после бета-тестирования, 16 марта 2017 года, была выпущена релизная версия, содержавшая один маршрут Sand Patch Grade и три американских тепловоза.

### Train Sim World 2020
Компания Dovetail Games решила повторить успех системы обновлений из Train Simulator, и перейти на систему ежегодных обновлений, первым из которых стал TSW 2020. Эта версия досталась бесплатно всем, у кого уже была приобретена копия Train Sim World, но только в виде обновления базовой игры (интерфейс и возможности движка). Дополнительные маршруты нужно было покупать отдельно.
В версии Train Sim World 2020 был переработан интерфейс, исправлены ошибки, добавлен экран с графиком скорости и его ограничения, доступный по окончании поездки, переработаны обучающие задания и добавлен новый режим «Путешествия», а режим «Поезда» переименован в «Расписания». Релиз новой версии состоялся 15 августа 2019 года.

### Train Sim World 2
В июне 2020 года Dovetail Games заявили о выпуске новой части TSW, которая в этот раз станет не обновлением, а полностью отдельной игрой. При этом для игроков, купивших какие-либо DLC для TSW и TSW2020, они будут бесплатно перенесены в TSW2. Из нововведений добавлен редактор окрасок поездов, редактор «сценариев» поездок, а также динамические облака. Изначально релиз был назначен на 6 августа 2020 года, однако позже разработчики перенесли выход игры на 20 августа.

### Train Sim World 3
Очередная часть франшизы была анонсирована разработчиком в августе 2022 года с планируемой датой выхода 6 сентября. Как и в случае с TSW 2020, все купленные пользователями DLC были бесплатно перенесены из второй в третью часть. В новой игре серии разработчики сделали упор на атмосферу и погодные явления: переработаны облака, тени, отражения и освещение, а также добавлена динамическая погода. Кроме того, добавлен фиктивный маршрут «Учебный центр», на которой перенесены почти все обучающие задания по различным поездам и локомотивам.

### Train Sim World 4
В сентябре 2023 года вышла очередная часть серии, главной особенностью которой стали инструменты для разработчиков, позволяющие создавать любой контент — от сценариев до поездов и маршрутов, а также свободный режим с возможностью размещать и удалять любые поезда непосредственно в игровой сессии.

## Отзывы и критика
| Сводный рейтинг       | Сводный рейтинг                  |
| Агрегатор             | Оценка                           |
| --------------------- | -------------------------------- |
| Metacritic            | PC: N/A PS4: 56/100 XONE: 65/100 |
| Иноязычные издания    |                                  |
| Издание               | Оценка                           |
| Digitally Downloaded  | [ 4 ]                            |
| Xbox Tavern           | 8,4/10                           |
| GameSpew              | 8/10                             |
| Trusted Reviews       | [ 7 ]                            |
| XboxAddict            | 7/10                             |
| PlayStation Country   | 6/10                             |
| COGconnected          | 48/100                           |
| PlayStation LifeStyle | 3/10                             |

Игра Train Sim World получила смешанные отзывы игровых ресурсов.